# Loxogramme paltonioides
Loxogramme paltonioides är en stensöteväxtart som beskrevs av Edwin Bingham Copeland. Loxogramme paltonioides ingår i släktet Loxogramme och familjen Polypodiaceae. Inga underarter finns listade.